# Toer van Schayk
Toer van Schayk (Amsterdam, 28 settembre 1936) è un ballerino, coreografo, scenografo e costumista olandese.

## Biografia
Toer van Schayk cominciò a studiare danza da adolescente, prima sotto la supervisione di Irail Gadeskov e poi di Sonia Gaskell, che lo invitò ad unirsi all'Het Nationale Ballet nel 1955, quando van Schayk aveva diciannove anni. Dopo quattro anni nella compagnia il ballerino si ritirò per alcuni anni per studiare pittura e scultura all'Accademia Reale di Belle Arti dell'Aia. Nel 1965 tornò sulle scene con l'het National Ballet, dove si affermò come uno dei più apprezzati solisti della compagnia tra il 1965 e il 1976. Nel 1971 coreogradò la sua prima opera, Onvoltooid Verleden Tijd, mentre nel 1976 divenne il coreografo residente del Balletto Nazionale Olandese, guadagnandosi una reputazione internazionale per le oltre trenta coreografie create per la compagnia. Apprezzo costumista e scenograto della propria opera e di quella di Rudi van Dantzig, Toer van Schayk ha esposto anche come pittore e scultore e alcune delle sue opere sono apparse in musei e mostre ad Amsterdam, Atene, Londra e New York. Come costumista e scenografo ha curato la messa in scena della Cenerentola con le coreografie di Frederick Ashton alla Royal Opera House nel 2003. Si è ritirato nel 2011
Apertamente omosessuale, van Schayk ebbe una lunga relazione con Rudi van Dantzig, durata oltre cinquant'anni e conclusasi solo con la morte di van Dantzig nel 2012.